# Anopheles pantjarbatu
Anopheles pantjarbatu är en tvåvingeart som beskrevs av Koesoemawinangoen 1954. Anopheles pantjarbatu ingår i släktet Anopheles och familjen stickmyggor. Inga underarter finns listade i Catalogue of Life.